# 藤田崇寛
藤田 崇寛（ふじた たかひろ、1993年〈平成5年〉1月25日 - ）は、日本のフリーアナウンサー。株式会社フットメディア所属。

## 来歴・人物
香川県高松市出身。慶應義塾大学法学部政治学科卒業。
小学校から中学校の途中までサッカーを続け、高校時代3年間は卓球部に所属。大学時代はお笑いサークル「慶應義塾大学お笑い道場O-keis」に所属していた。サークルでは「ハットトリック」というお笑いコンビを組んでおり、当時の相方は現ニッポン放送制作部ディレクター（2020年4月現在はミックスゾーンに出向）で『星野源のオールナイトニッポン』などを担当していた野上大貴。
2016年、西日本放送（RNC）に入社。2018年10月、RNC開局65周年記念イベント「カケハシル2018」にて、新聞紙で橋の模型を早く組み立てるというギネス記録をかけたチーム対抗戦があり、RNCアナウンサーチームが優勝。ギネス記録をもつアナウンサーの一人となった。
アナウンススクールはテレビ朝日アスク出身。ちなみに当時の相方だった野上も同窓である。
趣味は『ウイニングイレブン』や『WORLD CLUB Champion Football』（WCCF）などのサッカーゲーム。
子供の頃から夢だったという「海外サッカーの実況」の夢を叶えるため、これまで携わってきたスタッフや岡山・香川の番組視聴者から惜しまれつつ、2021年春をもってRNCを退社。彼はこれまでRNC西日本放送ではテレビ・ラジオに留まらず幅広く活躍しており、その功績は非常に大きなものがあった。退社後はフットメディア所属のスポーツコメンテーター（実況担当）となった。
2021年8月31日、RNCの1年後輩だった松田愛里（同時期にRNCを退社）とのインスタライブで、お互いのWikipediaの内容についてトークを行なうが、松田アナと比較して自身のWikipediaの記述に不満が止まらず、内容の充実をフォロワーに呼びかけた結果、前回内容と比して大きな改善が見られ、松田アナに引けをとらない充実度となっている。また、インスタライブで味噌汁に溶き卵を入れると語っている。

## 現在の担当番組
- サッカー中継（実況）
  - Jリーグ（DAZN）
  - UEFAチャンピオンズリーグ（WOWOW）
  - UEFAヨーロッパリーグ（WOWOW）
  - プレミアリーグ（SPOTV NOW・ABEMA）
  - ラ・リーガ（WOWOW）

## 西日本放送時代の出演番組

### テレビ
- 情報あ〜る!!
- WHAT’Sなにこれ!?（2017年4月3日 - ）
- RNCニューススポット
- JUSTNEWS

### ラジオ
- RNC TODAY - 火曜日担当
- 気ままにラジオ 雨の日晴れの日曇りの日 - 木曜日担当